# Liglet
Liglet település Franciaországban, Vienne megyében. Lakosainak száma 301 fő (2022. január 1.). Liglet Bélâbre, Lignac, Saint-Hilaire-sur-Benaize, Béthines, Journet, Thollet és La Trimouille községekkel határos.

## Népesség
A település népességének változása:
| Lakosok száma | 325  | 319  | 312  | 312  | 310  | 309  | 305  | 301  |
|               | 2013 | 2015 | 2017 | 2018 | 2019 | 2020 | 2021 | 2022 |